# Айильний аймак
Айильний аймак (кир. айылдык аймак), також Аїльний аймак — низова територіально-адміністративна одиниця в Киргизстані. До 2014 року мала назву аїльний (айильний) округ (кир. айылдык округ).
Законом Киргизької Республіки «Про адміністративно-територіальний устрій Киргизької Республіки» № 65 від 25 квітня 2008 року визначається поняття та принципи адміністративно-територіяльного устрою Киргизької Республіки, зокрема сутність аїльного аймаку. Айильний аймак — це адміністративно-територіальна одиниця, що утворена з села або групи сіл, в якій місцева громада здійснює місцеве самоврядування у порядку, встановленому Конституцією та законами Киргизької Республіки.

## Етимологія назви
Назва айильний аймак у перекладі з киргизької мови означає «сільська територія» (Айыл — село, сільський; Аймак — територія, провінція, область).

## Статистика
Станом на 2016 рік у Кигризстані налічується 453 аїльних аймаків.
Кількість аїльних аймаків за областями Киргизстана (станом на початок 2016 року):
| Область                 | Кількість |
| ----------------------- | --------- |
| Баткенська область      | 31        |
| Джалал-Абадська область | 68        |
| Иссик-Кульська область  | 61        |
| Наринська область       | 63        |
| Оська область           | 88        |
| Таласька область        | 37        |
| Чуйська область         | 105       |